# تهاکرویل (اکلاهما)
تهاکرویل(به انگلیسی: Thackerville) شهری در ایالت اکلاهما کشور ایالات متحده آمریکا است که جمعیت آن در سرشماری سال ۲۰۱۰ میلادی، ۴۴۵ نفر بوده‌است.